# Tyran des palmiers
Tyrannopsis sulphurea
Genre
Espèce
Statut de conservation UICN

 LC  : Préoccupation mineure
Le Tyran des palmiers (Tyrannopsis sulphurea) est une espèce de passereaux de la famille des Tyrannidae. Il est le seul représentant du genre Tyrannopsis,,.

## Distribution
Cet oiseau vit dans une région allant du sud du Venezuela et des Guyanes au nord de la Bolivie et à l'Amazonie brésilienne, ainsi qu'à Trinidad,,.

## Systématique
Cette espèce est monotypique selon la classification de référence du Congrès ornithologique international (version 9.1, 2019).